# Serica variolosa
Serica variolosa är en skalbaggsart som beskrevs av Victor Ivanovitsch Motschulsky 1863. Serica variolosa ingår i släktet Serica och familjen Melolonthidae. Inga underarter finns listade i Catalogue of Life.